# Роббинс, Дженнифер Нидерст
Дженнифер Нидерст Роббинс (англ. Jennifer Niederst Robbins) — американский веб-дизайнер (с 1993 года), пионер интернета. Создала дизайн первого коммерческого сайта интернета — Global Network Navigator. Автор популярных руководств по основам веб-дизайна. Преподает в частном университете Джонсона и Уэльса, общественном Массачусетском Колледже Искусства и Дизайна.

## Биография
Родилась 19 июля 1965 года в городе Гудзон (Хадсон), штат Огайо.

#### Образование
Выпускница католического университета Нотр-Дам (Саут-Бенд, штат Индиана).

#### Общественная деятельность
В начале 1990-х работала дизайнером в издательской компании O’Reilly Media.
С 2000 года живет в городе Провиденс, штат Род-Айленд, работая вольнонаёмным дизайнером, преподавателем, лектором и консультантом, возглавляет собственную компанию Littlechair, Inc.
Сайт сообщества сотрудников компании O’Reilly Media сообщает о Роббинс следующее: «Она принимала участие в крупных мероприятиях, посвящённых темам дизайна и интернета, таких как SXSW Interactive, Seybold Seminars, конференции GRAFILL (Гейло, в Норвегии) и в одной из первых международных выставок Консорциума Всемирной паутины (W3C)».

## Семья
Замужем. Муж — Джефф Роббинс, музыкант группы «Орбит» и веб-разработчик, с которым она познакомилась во время работы в издательской компании O’Reilly Media.